# 미스 월드 1956
미스 월드 1956은 1956년 10월 15일 영국 런던에서 열린 미스 월드 대회이다. 24명의 참가자가 왕관을 놓고 경쟁했다.

### 최종 결과
| 순위           | 참가자                   |
| -------------- | ------------------------ |
| 미스 월드 1956 | - 서독 – 페트라 쉬르만   |
| 2위            | - 미국 – 베티 체리       |
| 3위            | - 이스라엘 – 리나 와이즈 |
| 4위            | - 일본 – 도쿠라 미도리코 |
| 5위            | - 덴마크 – 앤 라이 닐슨  |
| 6위            | - 스웨덴 – 에바 브렌     |